# Сайтама Супер Арена
„Сайтама Супер Арена“ (на японски: さいたまスーパーアリーナ) е многофункционална спортна арена, разположена в Сайтама, Япония.
Максималният ѝ капацитет е 37 000 души. Арената се използва за концерти и спортни събития като баскетбол, бокс, тенис, хокей.